# Vel Satis
Pour les articles homonymes, voir Vel Satis (homonymie).
Vel Satis (ou Saties) est le nom d'un jeune aristocrate étrusque du IVe siècle av. J.-C.,  chef de guerre représenté  dans la  tombe François de Vulci en Toscane.